# Élections législatives kazakhes de 2007
Des élections législatives se sont tenues au Kazakhstan en 2007.

## Résultats
| Parti politique                          | Votes     | %    | Sièges | +/– |
| ---------------------------------------- | --------- | ---- | ------ | --- |
| Nour-Otan                                | 5 247 720 | 88,4 | 98     | +41 |
| Parti national social-démocrate          | 269 310   | 4,5  | 0      | Nv  |
| Democratic Party of Kazakhstan Ak Zhol   | 183 346   | 3,1  | 0      | –1  |
| Parti social-démocrate paysan « Auyl »   | 89,855    | 1,5  | 0      | 0   |
| Parti populaire communiste du Kazakhstan | 76 799    | 1,3  | 0      | Nv  |
| Party of Patriots of Kazakhstan          | 46 436    | 0,8  | 0      | 0   |
| Rukhaniyat Party                         | 22 159    | 0,4  | 0      | 0   |
| Votes blancs                             | 146 805   | –    | –      | –   |
| Total                                    | 6 082 430 | 100  | 98     | 0   |
| Taux de participation                    | 8 891 561 | 68,4 | –      | –   |
| Sources : (en) Adam Carr, (en) IPU       |           |      |        |     |